# Umweltkriminalität
Der Begriff Umweltkriminalität bezeichnet rechtsverletzende Handlungen, die gegen Normen verstoßen, die dem Schutz der Umwelt im weiteren Sinne dienen. Umweltkriminalität richtet sich also gegen gesetzlich geschützte Umweltgüter.
Dieser Begriff hat zwei Aspekte:
- eine ethische und philosophische Grundlage: die Pflicht, seine Umgebung und Umwelt zu schützen. Jeder wäre dafür verantwortlich, aufgrund eines moralischen, ethischen und allgemeinen Prinzips, denn die Umwelt ist ein unersetzliches Gemeingut und für alle lebensnotwendig.
- eine juristische Grundlage (eher pragmatisch): Ein Verbrechen gegen die Umwelt wird als Gesetzesverstoß gesehen und deshalb bestraft. Man spricht von „Straftaten gegen die Umwelt“ oder von „Umweltverbrechen“.

Internationale Gremien wie G8, EU, Interpol und das Umweltprogramm der Vereinten Nationen haben die folgenden Umweltverbrechen anerkannt:
- Illegaler Handel mit bedrohten Tier- und Pflanzenarten, der gegen das Washingtoner Artenschutzübereinkommen von 1973 verstößt;
- Schmuggeln von Substanzen, die die Ozonschicht abbauen, was gegen das Montrealer Protokoll von 1987 verstößt;
- Entsorgung von und verbotener Handel mit gefährlichen Abfällen, was gegen das Basler Übereinkommen von 1989 verstößt;
- Illegale Fischerei, die gegen internationale Fischereiabkommen und andere Kontrollen verstößt, die regionale Fischfang regulierende Organisationen auferlegt haben;
- Illegale Abholzung und der damit verbundene Handel mit gestohlenem Nutzholz, was gegen nationale Gesetze verstößt.[1]

## Erscheinungsformen
Typische Erscheinungsformen von Umweltkriminalität sind die Verschmutzung von Gewässern, Boden und Luft, das Freisetzen von Strahlung und Giften, unsachgemäßer Umgang mit Abfällen und Gefahrenstoffen oder die Gefährdung schutzbedürftiger Gebiete.
Das Spektrum der Handlungen, die zur Umweltkriminalität gezählt werden, reicht dabei vom Bagatellbereich (Wegwerfen einer Getränkedose im Naturschutzgebiet) bis zu großflächigen, auch irreparablen Schädigungen (Verseuchung des Trinkwassers einer Region, Kontaminierung ganzer Landstriche durch atomare Strahlung).

## Bekämpfung von Umweltkriminalität
Von staatlicher Seite werden die Erscheinungsformen der Umweltkriminalität in Deutschland mithilfe des Strafrechts und Umweltstrafrechts und des Ordnungswidrigkeitenrechts verfolgt.
Lange Zeit waren strafrechtliche Bestimmungen zum Schutz der Umwelt nicht ins Kernstrafrecht eingebunden, sondern über das Nebenstrafrecht verstreut.
Diese Situation hat sich erst 1980 mit dem ersten Gesetz zur Bekämpfung der Umweltkriminalität (UKG) geändert. Seitdem sind wichtige Vorschriften des Umweltstrafrechts Teil des Strafgesetzbuches (Abschnitt „Straftaten gegen die Umwelt“, §§ 324 ff. StGB) und werden so als kriminell eingestuft.
Im Vorfeld der Begehung von umweltschädlichen Handlungen setzt das Umwelt(verwaltungs)recht an. Hier ist geregelt, wie mit welchem Umweltgut (Boden, Luft usw.) umgegangen werden darf, welche Art der Nutzung und welches Ausmaß an Belastung erlaubt sind, welche einer Genehmigung bedürfen und welche ausgeschlossen sind.
Beim Entdecken und bei der Verfolgung von Umweltkriminalität spielen aber auch andere Akteure eine wichtige Rolle, da viele Umweltdelikte nicht (sofort) auffallen und eine lückenlose Kontrolle von staatlicher Seite nicht realisierbar ist.
Viele Fälle von Umweltkriminalität kommen nur durch engagierte und hartnäckige Recherchen von Journalisten ans Licht, insbesondere wenn es um Delikte von Wirtschaftsunternehmen geht, aber auch im Fall von Unregelmäßigkeiten in der Verwaltung.
Ebenso wichtig ist das Engagement unterschiedlicher Akteure der Zivilgesellschaft. Nicht nur NGOs wie Greenpeace sorgen dafür, dass Umweltkriminalität erkannt, angeprangert und verfolgt wird. Auch Bürgerinitiativen und andere selbstorganisierte Gruppen insbesondere im lokalen Bereich bringen Umweltkriminalität an die Öffentlichkeit.